# Шлаин, Михаил Израилевич
Михаил Израилевич Шлаин (1942, Москва — 1992, там же) — поэт, филолог.

## Биография
Родился в семье потомственного горного инженера, доктора технических наук Израиля Борисовича Шлаина, известного трудами по технологии стекловарения и железобетонных конструкций, чьи родители были репрессированы в 30-х годах.
Выпускник филфака МГУ (1966). В годы «оттепели» годы часто выступал у памятника Маяковскому, на вечерах поэзии в МГУ, в институтах, кафе. После защиты кандидатской диссертации «Характер гротеска у Н. В. Гоголя» в 1972 году преподавал русскую литературу на Подготовительных курсах МГУ.
С середины 1970-х — редактор в Издательстве Московского университета.
Переводил стихи зарубежных поэтов. В 1992 году был принят посмертно в Союз писателей Москвы.
Первая публикация - в сборнике стихотворений юных поэтов "Час поэзии" (М., 1965). Стихи Михаила Шлаина были опубликованы в ведущих журналах («Октябрь», «Новый мир», «Вожатый», «Юность», «Москва», «Волга»), альманахах «День поэзии» (1976, 1984).

### Сборники стихов
- Вечные темы: стихи. — М.: Советский писатель, 1979. — 71 c. — 10000 экз.[3]
- Много у жизни имён: стихи. — М.: Издательство МГУ, 1988. — 134 с. — 6800 экз.[4]
- Участь: стихи. — М.: Советский писатель, 1990. — 126 с. — ISBN 5-265-01316-4. — 3300 экз.[5]
- Голубь из ковчега: стихи. — М.: Стройиздат, 1994. — 63 с.

### Из публицистики
- Шлаин Михаил — «Жизнь моя, размышляю сегодня о ней…» (о книгах Н. Доризо «Земля моей первой любви» и «Разные судьбы») / журнал «Знамя», № 8, 1974.[6]

### О творчестве Михаила Шлаина
- Статья-заметка С. Овчинникова о книге стихов Михаила Шлаина «Вечные темы» в журнале «Новый мир» (1980, № 7, стр. 269)[7]
- Возможность поэзии [Текст] : [О кн.стихов М.Шлаина «Голубь из ковчега»] / Басинский П. // Литературная газета. — 1994. — 23 нояб. — С. 4.[8]